# Porocephaloidea
Porocephaloidea is een superfamilie van kreeftachtigen uit de klasse van de Ichthyostraca.

## Families
- Porocephalidae Sambon, 1922
- Sebekidae Sambon, 1922